# ナイト・トレイン・レーン
ナイト・トレイン・レーン (Dick "Night Train" Lane、本名：リチャード・レーン、1928年4月16日 - 2002年1月19日）は、テキサス州オースティン出身のアメリカンフットボールの元選手である。NFLでコーナーバック（CB）として、1952年シーズンから1965年シーズンまで、ロサンゼルス・ラムズ・シカゴ・カージナルス・デトロイト・ライオンズで14年間プレーした。名前の「ナイト・トレイン」は、新人時のトレーニングキャンプで当時のヒット曲「ナイト・トレイン」に合わせてレーンがダンスをしたことから、チームメイトが命名した愛称である。アメリカでは愛称で一般的に知られている。

## 人物
レーンがルーキーイヤーに記録した14インターセプトは、2020年時点もルーキーに限らないリーグ全体の年間最多記録である。レーンは引退するまでの14シーズンで7回プロボウルとオールプロファーストチームに選出され、現役通算68インターセプトは引退時に歴代2位（1位はエムレン・タネル）となり、2020年時点でも歴代4位の記録となっている。
1974年にプロフットボール殿堂入りした他、50周年、75周年、100周年といった記念チームに毎回選出されるなど、最も偉大なディフェンスバックの1人として知られている。
引退後はデトロイト・ライオンズの球団スタッフや大学のコーチを歴任し、アフリカ系アメリカ人がスポーツ分野の管理職として働く先駆的人物となった。
2002年1月29日、心臓発作により死去、享年73歳。

## NFL成績
| 備考 | 備考         |
| ---- | ------------ |
|      | リーグトップ |
|      | NFL記録      |
| 太字 | 自己最高     |

| レギュラーシーズン | レギュラーシーズン | レギュラーシーズン | インターセプト | インターセプト | インターセプト | インターセプト |
| 年                 | チーム             | 試合               | Int            | Yds            | TD             | Long           |
| ------------------ | ------------------ | ------------------ | -------------- | -------------- | -------------- | -------------- |
| 1952               | LAR                | 12                 | 14             | 298            | 2              | 80             |
| 1953               | LAR                | 11                 | 3              | 9              | 0              | 8              |
| 1954               | CHC                | 12                 | 10             | 181            | 0              | 64             |
| 1955               | CHC                | 12                 | 6              | 69             | 0              | 26             |
| 1956               | CHC                | 12                 | 7              | 206            | 1              | 66             |
| 1957               | CHC                | 8                  | 2              | 47             | 0              | 33             |
| 1958               | CHC                | 12                 | 2              | 0              | 0              | 0              |
| 1959               | CHC                | 12                 | 3              | 125            | 1              | 69             |
| 1960               | DET                | 12                 | 5              | 102            | 1              | 80             |
| 1961               | DET                | 12                 | 6              | 73             | 0              | 32             |
| 1962               | DET                | 14                 | 4              | 16             | 0              | 13             |
| 1963               | DET                | 14                 | 5              | 70             | 0              | 33             |
| 1964               | DET                | 7                  | 1              | 11             | 0              | 11             |
| 1965               | DET                | 7                  | 0              | 0              | 0              | 0              |
| 通算               | 通算               | 157                | 68             | 1,207          | 5              | 80             |